# Договор Хуанпу
Договор Хуанпу (кит. 黃埔條約, фр. Traité de Huangpu или фр. Traité de Whampoa) — неравноправный договор между Китаем (Цинской империей) и Францией, был подписан Теодором де Лагрене Ци Ином 24 октября 1844 года на борту военного корабля L’Archimède у острова Хуанпу в дельте Жемчужной реки.

## Условия
Китай предоставлял Франции такие же привилегии в торговле, как Британии по Нанкинскому договору. Он открывал пять портов для французской торговли, предоставлял экстерриториальные привилегии французским гражданам в Китае., вводил фиксированные торговые тарифы и и предоставлял Франции право размещать консульства в Китае. Лагрене достиг того, что в части Китайской империи были обнародованы эдикты (1845 и 1846), разрешавшие китайцам исповедовать христианскую веру, строить храмы и т. д.
В отличие от Великобритании, французам не удалось заполучить часть китайской территории.
Следующим договором после Хуанпу, расширившим привилегии Франции в Китае, стал Тяньцзиньский трактат.